# Un viaje (álbum)
Un Viaje es el segundo álbum en vivo de la banda de rock alternativo Café Tacvba, lanzado a la venta en el 2005.
El álbum es el audio del concierto del 15º aniversario de Café Tacvba, efectuado los dias 6 y 7 de octubre de 2004, en el Palacio de los Deportes de la Ciudad de México. Esta placa contiene 36 temas, con una duración total aproximada de Cuatro Horas. Este concierto tuvo varios músicos invitados entre los que destacan Álex Lora de la banda de rock El Tri y Rocco, músico y cantante de Maldita Vecindad y los Hijos del Quinto Patio. Además de la versión simple de 2 CD fue lanzada una edición especial de 3 CD y un DVD.

## Lista de canciones

### Disco 1
1. "María" - 5:40
2. "Las Batallas" - 2:20
3. "Rarotonga" - 1:42
4. "Noche Oscura" - 4:06
5. "Cero y Uno" - 4:50
6. "No Controles" - 4:03
7. "Eo" - 2:32
8. "Puntos Cardinales" - 4:52
9. "Mediodía" - 4:10
10. "Eres" - 4:41
11. "Esa Noche" - 4:30
12. "Ojalá Que Llueva Café" - 5:40
13. "La 2" - 4:53
14. "La 6" - 2:52
15. "Revés" - 2:43

### Disco 2
1. "El Fin de la Infancia" - 2:33
2. "La Locomotora" - 4:02
3. "Las Persianas" - 3:02
4. "Chilanga Banda" - 3:42
5. "Labios Jaguar" - 4:10
6. "La Chica Banda" - 8:10
7. "Déjate Caer" - 9:33
8. "Avientame" - 3:06
9. "Espacio" - 4:25
10. "El Puñal y el Corazón" - 4:40
11. "Las Flores" - 6:07
12. "Cómo Te Extraño Mi Amor" - 6:47
13. "La Ingrata" - 4:10
14. "Pinche Juan" - 4:25

### Disco 3 (Bonus)
1. "El Baile y el Salón"
2. "El Borrego"
3. "Tírate"
4. "Muerte Chiquita"
5. "Un Amor Violento"
6. "Cuéntame"
7. "Popurrock":

- "El son de la negra" (tradicional)
- "Pachuco" (Maldita Vecindad y los Hijos del Quinto Patio)
- "Dormir Soñando" (El Gran Silencio)
- "Mala Vida" (Mano Negra)
- "Matador" (Los Fabulosos Cadillacs)
- "Deléctrico" (Babasónicos)
- "Lamento boliviano" (Enanitos Verdes)
- "Bolero Falaz" (Aterciopelados)
- "Viento" (Caifanes)
- "Triste Canción" (El Tri)

## Lista de canciones del DVD
El DVD contiene los siguientes temas:
1. "María"
2. "Noche Oscura"
3. "Cero Y Uno"
4. "No Controles"
5. "EO (El Sonidero)"
6. "Mediodía"
7. "Eres"
8. "Esa Noche"
9. "Ojalá Que Llueva Café"
10. "La 2"
11. "La 6"
12. "Revés"
13. "Fin De La Infancia"
14. "Locomotora"
15. "Persianas"
16. "Chilanga Banda"
17. "Labios Jaguar"
18. "Chica Banda"
19. "Déjate caer"
20. "Espacio"
21. "Las Flores"
22. "Como Te Extraño"
23. "La Ingrata"
24. "Pinche Juan"

Además contiene entrevistas y filmaciones detrás de escenas, entre otros extras.

## Certificaciones
| País   | Organismo certificador | Certificación | Ventas certificadas | Ref   |
| ------ | ---------------------- | ------------- | ------------------- | ----- |
| México | AMPROFON               | Platino       | 100.000             | [ 1 ] |